# إغتراب
إغتراب: هي مجموعة قصص قصيرة للروائي الفلسطيني محمد مهيب جبر، صدرت إإلكترونية ونشرت على الأنترنت عام 2009.
تتضمن المجموعة 6 قصص تتناول المعاناة التي يعيشها المغتربون خارج أوطانهم، ويظهر هذا في عناوين القصص التي اختارها الكاتب والتي جاءت على النحو التالي:
- فضاء الإقامة
- عقد إيجار
- ماهر الناجي
- جاران في مصعد
- دم حقيقي
- بداية جديدة

## الجوائز
- حصل الكاتب على جائزة الشارقة لأفضل رواية عربية لعام 2013 عن روايته 6000 ميل
- حصل الكاتب على جائزة غانم غباش للقصة القصيرة لعام 2006 عن قصة بعنوان "إيميل"

## وصلات داخلية
- صفحة رواية 6000 ميل
- صفحة رواية "90-91"
- صفحة مجموعة القصص القصيرة: إنشباك